# Pont de l'île de la Loge
Le pont de l'île de la Loge franchit le bras de la Seine et relie sa rive gauche à Bougival et l'île de la Loge.

## Historique
Ce pont a été renommé pont Abbé-Pierre et inauguré sous ce nouveau nom le dimanche 18 mai 2014. L'île de la Loge accueille un centre des compagnons d'Emmaüs, communauté créée par l'Abbé Pierre en 1949 et le cercle sports et loisirs de la Banque de France (CSLBF).

## Galerie
Ce pont offre de belles vues sur les vestiges de la machine de Marly, le pavillon de musique de madame du Barry et différents paysages peints par Alfred Sisley.

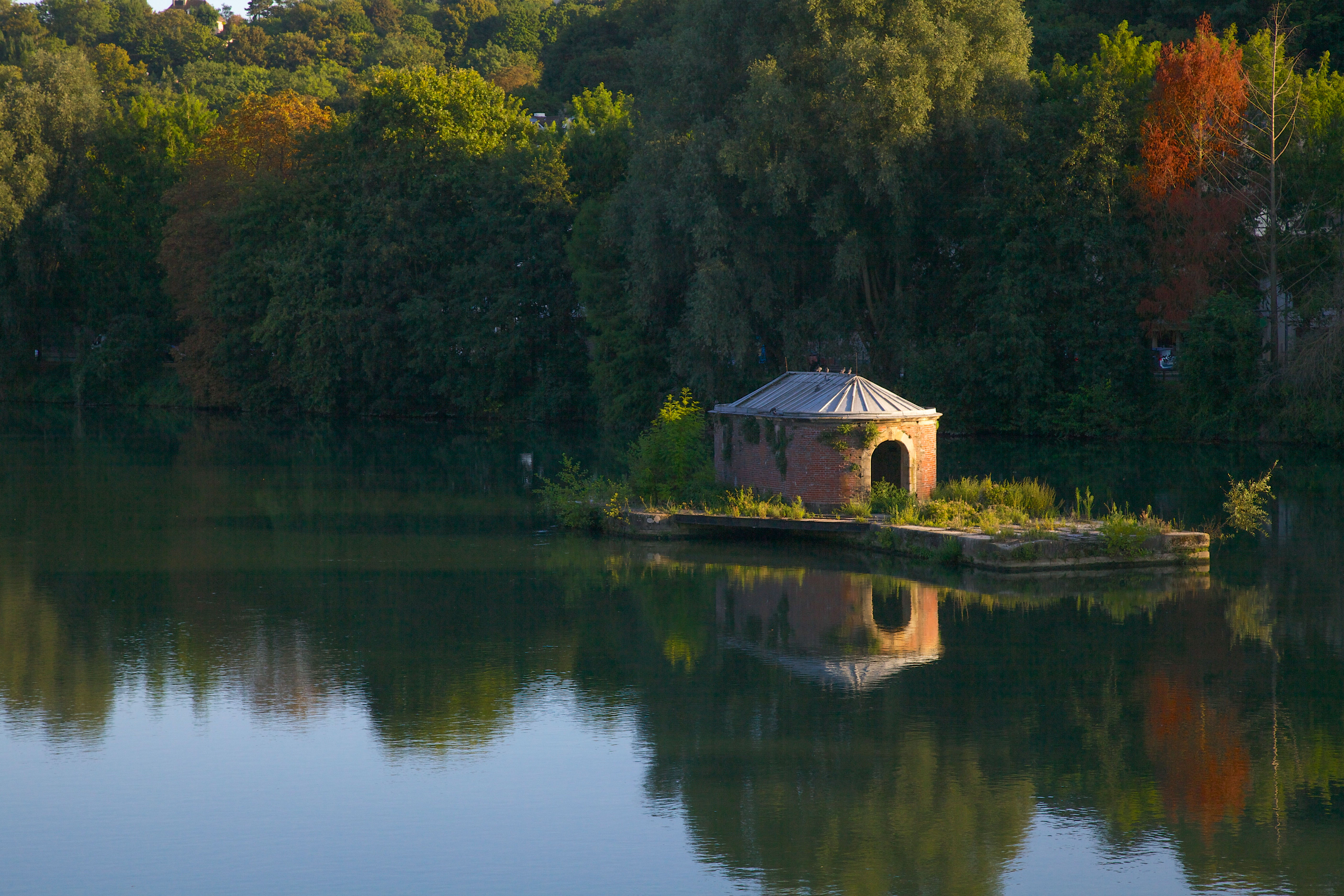
Vestiges de la machine de Marly.
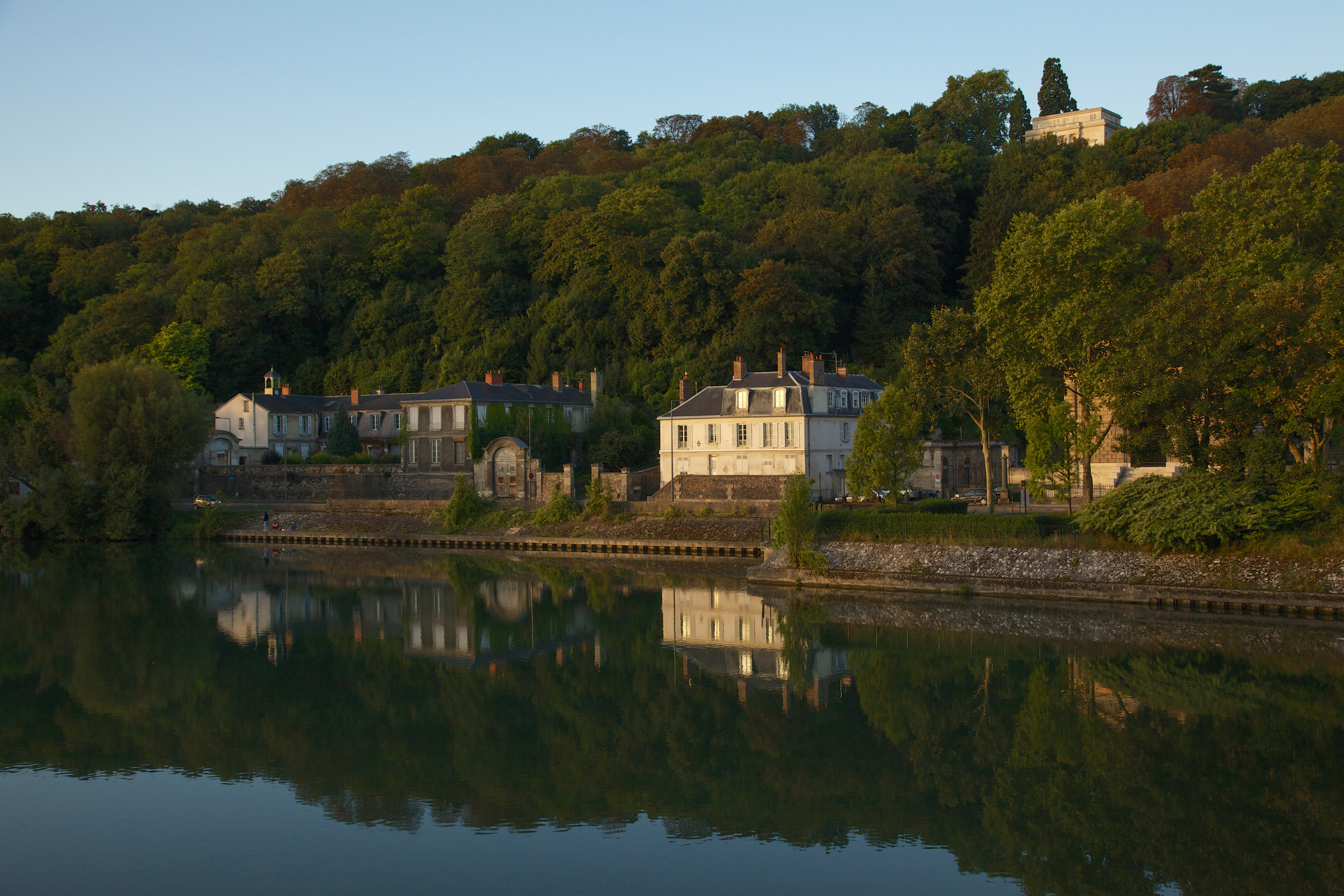
Le pavillon de musique de madame du Barry en haut de la colline.
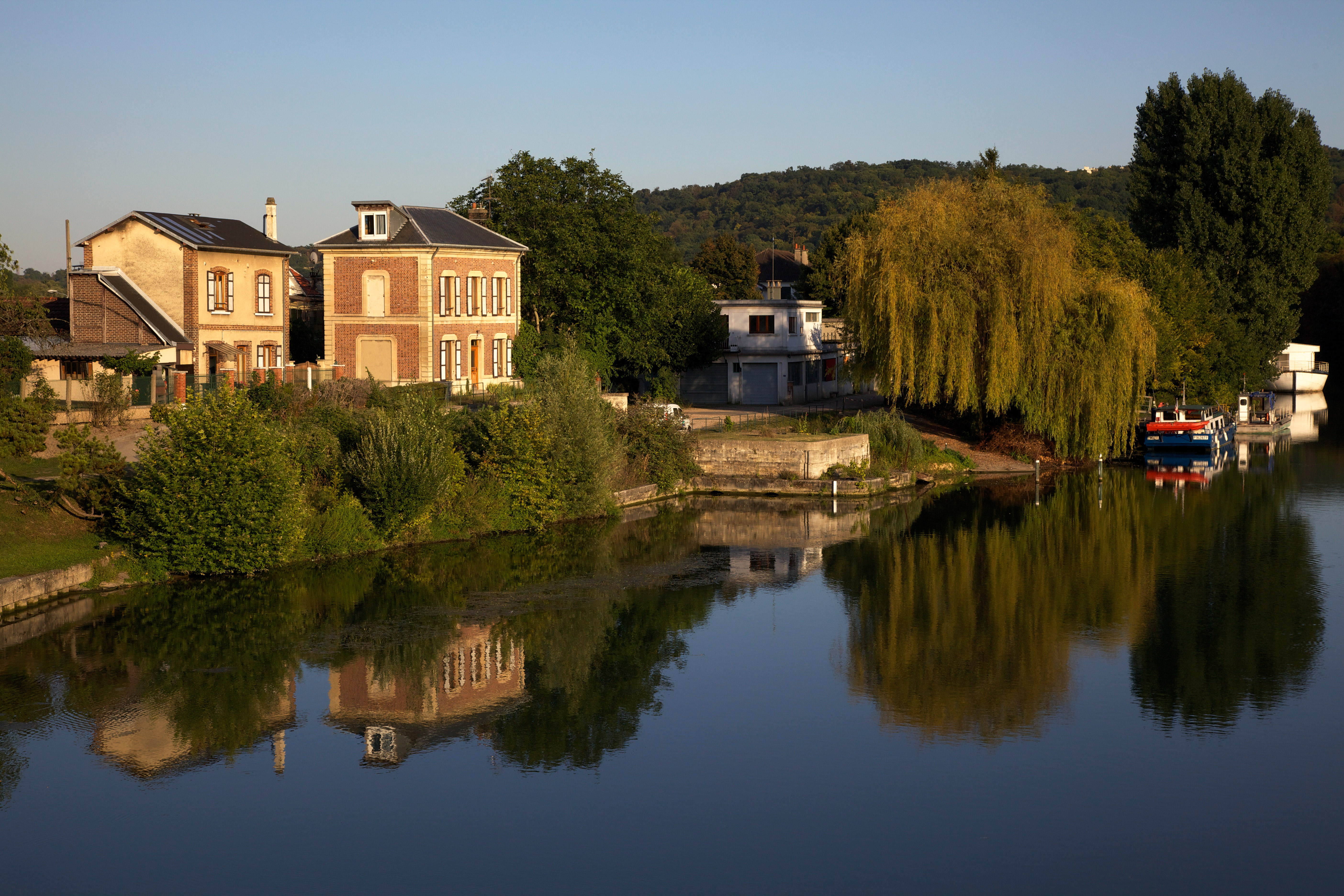
Maison de l'île de la Loge peinte par Alfred Sisley.